# 常陸丸事件
常陆丸事件（日语：／ Hitachimaru Jiken ?）为1904年6月15日，日俄战争期间的一次海上武装冲突事件。事发时俄羅斯帝國海軍太平洋舰队的一支分舰队突袭了日本的军用运输船队，击沉常陆丸，击伤佐渡丸，搭乘常陆丸的1000多名日军士兵随船同沉。事发后日本各地掀起了轩然大波，民间对日本海軍的批评达到了新的高度。
受本次事件的刺激，日本海军加强了对朝鲜海峡和日本附近海域的巡逻和封锁，并在同年8月的蔚山海战击溃了俄国的袭击舰队。此后俄国再无力对日本沿海地区进行有效的破袭作战。

## 背景

### 俄国海军的远东战略
俄国由于自身的地理因素影响，其海军力量分散在三处海域（波罗的海、黑海和太平洋）。这三大区域距离遥远，在有事时很难快速响应。同时俄国由于各种考量，能投放在海军上的国防预算并不是很多。1895-1902年俄国海军军费获得了较大的增长，幅度接近一倍，但1902年预算仍然只有陆军的1/3。受制于种种因素，俄国无力同时同等地发展三支独立舰队。
虽然在日俄之间矛盾逐渐激化的时候，俄国海军开始逐渐向太平洋方面倾斜，但在该地俄国有着两个主要的海军基地，两地面临着主次的问题。俄国关东省总督叶夫根尼·伊万诺维奇·阿列克谢耶夫在战前就认为，旅顺（其中旅顺港俄方称为亚瑟港）离符拉迪沃斯托克（中文旧称海参崴）远达1500公里，两者难以快速互相支援，同时旅顺缺乏足够的物资储备，无法支撑大规模的海上行动，因此需要在旅顺实行防御性的战略。俄军将以旅顺为据点，阻止日军在辽东半岛或者朝鲜西海岸登陆；在此期间赢得时间，使得陆军能调集部队赶赴满洲。同时俄国海军以符拉迪沃斯托克为基地，派出巡洋舰进行破袭作战，为此需要在符拉迪沃斯托克保留4艘巡洋舰。但因为两地之间距离遥远，符拉迪沃斯托克分舰队实力不足，而且又要身兼要塞防御的任务，分舰队仅能对日本商船队进行袭击作战。
太平洋舰队司令奧斯卡·維克托羅維奇·斯塔爾克根据阿列克谢耶夫的意见，挑选了3艘装甲巡洋舰和1艘防护巡洋舰，用以担当此责。1903年6月7日，符拉迪沃斯托克分舰队在旅顺正式成立，其任务包括“阻断敌交通线路”、“威胁敌沿岸地区”、“分散敌有生力量”等。
俄国海军在舰艇设计方面也体现了自身的战略决策。俄国海军长期以英国皇家海军为假想敌，同时囿于资源不足，在很长一段时期内均追随法式理念，避免与英国进行主力舰决战，而是以有力的巡洋舰实行海上破袭。布置在符拉迪沃斯托克的装甲巡洋舰俄罗斯号、留里克号、格罗莫鲍伊号体现了这一作战构思，三舰均保留了帆索，主炮也并非按中轴线布置，而是设在两侧船舷。

### 日本海军的部署
1903年12月下旬，日本海军将常備艦隊解散，重新编成为第一、二、三舰队，其中第一舰队（主要兵力为战列舰构成的第一战队、新式防护巡洋舰构成的第三战队）、第二舰队（主要为装甲巡洋舰构成的第二战队、旧式防护巡洋舰构成的第四战队）编组为联合舰队，预定担负主要的对俄作战任务；而第三艦隊（旗下大多为老式铁甲舰、老式巡洋舰、三景舰等慢速舰艇）留守在吴港和竹敷。
除了军舰之外，日本方面在战前也对沿海地区的预警系统作了相应的部署。日本在千岛群岛、朝鲜、台湾、澎湖群岛等各地设立了超过300个瞭望哨，大的哨站有6名瞭望员，小的哨站也有4人。日本本土沿岸则发动当地居民，建立了近千个海岸观察点。日本渔船也都纳入了这一预警系统之内，另外还有专门的10多艘巡逻船在对马海峡、津轻海峡等要道逡巡。
日本海军原先的设想是以己方精锐迅速消灭俄国太平洋舰队，一举夺取制海权。然而旅顺口海战的结果并未达到日本海军的预期效果。太平洋舰队旅顺分舰队虽然被日军封锁在旅顺港内，然而实力犹在；联合舰队先后组织了八次强攻和三次堵塞航道行动，均无甚成效，俄国舰队依然可以伺机而动，这导致联合舰队主力也被泊长期驻留在旅顺港外。这一情况导致第三舰队的老旧舰艇无法有效阻止符拉迪沃斯托克分舰队的行动。有鉴于此，3月4日日本海军进行改组，将第三舰队也编入联合舰队，此后尚有一定战斗力的第五（鎮遠號戰艦和三景舰）、第六战队（三等巡洋舰为主）也逐步加入了对旅顺港的封锁，而由实力相对较强的第二舰队担负起沿海的警戒工作。

### 开战后的破袭与追捕
1904年2月8-9日，日军对旅顺港内俄国舰队不宣而战，日俄战争爆发。9日宣战当天下午卡尔·耶森海军少将就立即率领符拉迪沃斯托克分舰队的4艘巡洋舰（装甲巡洋舰俄罗斯号、留里克号、格罗莫鲍伊号，防护巡洋舰壮士号）出动，11日抵达津轻海峡。12日，耶森拿下第一个战果，击沉了一艘1800吨的货船太浦丸。不久俄国人又击伤了一艘300吨的近海小货轮，但这艘小轮船最终返回日本港口。
耶森的第一次巡航耗时10天，仅击沉了一艘商船。2月24日耶森再次率领舰队出发，26日抵达朝鲜元山外海，但并没有发现到任何猎物，于是在做了一番侦察后自行退去，29日返回符拉迪沃斯托克。
此时日本海军已经将太平洋舰队旅顺分舰队围困在港内，但日本高层忧虑符拉迪沃斯托克分舰队的存在，2月29日责成日本海军务必派遣一支有力的舰队前往符拉迪沃斯托克进行威力侦察。3月6日，上村彦之丞海军中将率领第二舰队第二战队（装甲巡洋舰编队，序列第二舰队旗舰出雲、吾妻、常磐、第二战队旗舰磐手，欠八雲、淺間）抵达符拉迪沃斯托克港外，对港内设施进行了一番炮击，然后退去。这次炮击并没有取得什么成效，俄舰无一中弹。
此后双方均多次出动。4月24日两支舰队曾一度非常接近，但由于浓雾的影响，双方擦身而过，都没有发现对方。日军再次抵达符拉迪沃斯托克，进行了一番布雷作业后，就返回了元山。
同一时间，日本的海上预警网络也并不完善，误报频仍。早在开战初期的2月底，便有大量报告声称目击到俄国军舰，然而此时符拉迪沃斯托克分舰队正在港内休整。到了6月9日，又有日本船只错误地报告称在松前辩天岛附近海域“发现疑似军舰”，而符拉迪沃斯托克分舰队实际上还在港内进行着准备工作。

## 事件过程
6月12日，符拉迪沃斯托克分舰队再次出发。由于壮士号早前搁浅，此时尚未维修完毕，耶森这次只动用了3艘装甲巡洋舰。
6月13日，和泉丸（邮轮，3225吨）从辽东半岛的盐大澳出发返回日本。和泉丸由日本陆军征用，此趟航程是运送伤病员回国，然而船身并无特殊的标志。
而另一边，6月14日常陆丸（邮轮，6175吨）和佐渡丸（邮轮，6219吨）一同从宇品出发前往辽东半岛。常陆丸准备前往大孤山，而佐渡丸则是预计要到盐大澳去。两船的乘员名单包括：
- 常陆丸：合计1238人[21][24][25]
  - 后备近卫第一联队本部及第二大队第8中队：727人（含军官20人）；
  - 第一大队3中队：不详；
  - 第10师团粮食一纵列：359人（含军官4人。纵列为日本陆军后勤运输队术语）；
  - 海军人员：4人（含军官1人）；
  - 船员等：148人。
- 佐渡丸：合计1258人[21][24]
  - 野战铁道提理部：867人（含军官18人）
  - 第二临时筑城团：34人（含军官9人）
  - 攻城炮兵司令部：14人（含军官3人）
  - 戊碇泊场司令部：169人（含军官4人）
  - 海军人员：4人（含军官1人）
  - 临时乘客：3人
  - 船员等：167人

另外佐渡丸上还装载有18门280毫米重型攻城臼炮。
6月15日当天在附近巡逻的日军大型舰艇只有防护巡洋舰对马号一舰；07:15时对马号的位置差不多在海峡中心线处。当天早上海面有大雾，能见度不高。对马号发现了俄军舰队，但自身的无线电发报机功率不足，而且天气状况不佳，无法用电报将警报发回。对马号只好往回行驶，08:15左右发出了电报，称在沖之島附近发现俄国人踪迹，然后再调头赶往俄国舰队的位置。当天留守在竹敷的第二舰队各舰收到消息立即偕同鱼雷艇队前往报告地点，同时通报往来船只前往竹敷暂避。
俄国舰队也在同一时间发现了对马号，不过没有理会，而是继续行驶，并在对马海峡发现了和泉丸。俄国人勒令和泉丸停船，撤离乘员，随后开炮将其击沉。和泉丸事发后日方一开始仅能确认4人死亡，大部分乘员成了俄国人的俘虏；战后详细的调查结果显示，全船乘员112人（含海军2人、陆军1人共3名临时乘客），其中死亡7人，83人被俘，仅22人逃脱返回日本。当天俄国人又试图袭击羽后丸和芙蓉丸，不过未能得手。
接下来10至11时之间俄国舰队发现了常陆丸。俄国人一开始放了几发空炮，见常陆丸准备全速调头逃跑，立即转用实弹进行射击。常陆丸的轮机部位遭到了命中，随后近距离中了多发炮弹，轮机损毁，第三甲板着火。船内大量人员伤亡，有作品描述舱内已经化作一片血海，日军士兵只能用步枪进行还击，而船上英籍船员也纷纷中弹倒地。常陆丸本身则在承受了3轮俄舰齐射后，于15时左右沉没。船上乘员有陆军958人、海军3人、船员130人，合计1091人死亡。日本邮轮土佐丸（5402吨）救助上来其中37人。全船生还者包括第一联队本部96人、第十师团粮食一纵列32人、海军1人、船员18人，合计147。
另一艘船佐渡丸则是在06:20通过關門海峽，离常陆丸并不远。就在差不多常陆丸遭遇俄军调头、俄军开始炮击的同时，留里克号靠近了佐渡丸，以旗号要求佐渡丸派人用小艇过去上舰。随船的日军军官及一名俄语翻译，得知俄军要求佐渡丸在1小时内让非作战人员全部退船；日方人员表示船上有1000多名非作战人员，需要两小时才能全部撤离，争执中俄方人员改称只能给40分钟。过了大约1小时40分钟后，俄舰开始炮击。俄罗斯号收到留里克号的信号后赶了过来支援，并对佐渡丸发射了鱼雷。不久俄舰即离开。鱼雷击中了佐渡丸轮机部，船内开始大量进水，船上的日军士兵已经做好了最坏的心理准备；但不久看见俄舰匆匆离去，旋即又抱有了生还的希望。佐渡丸在海上漂流了大约30分钟，随后在冲之岛搁浅。船上陆军219人、船员17人，合计236人死亡，被俘29人，尚有993人生还。
俄军这一轮的袭扰还远没有停止。16日俄国人俘获英国蒸汽船阿兰顿号（アラントイン；在奥尻岛湾击沉帆船安静丸、八幡丸，拦截了宝德丸；击沉清荣丸；18日在松前湾拦截了巴港丸；19日捕获博通丸。数日间日方损失了10艘船只，直到俄国人扬长而去才告一段落。

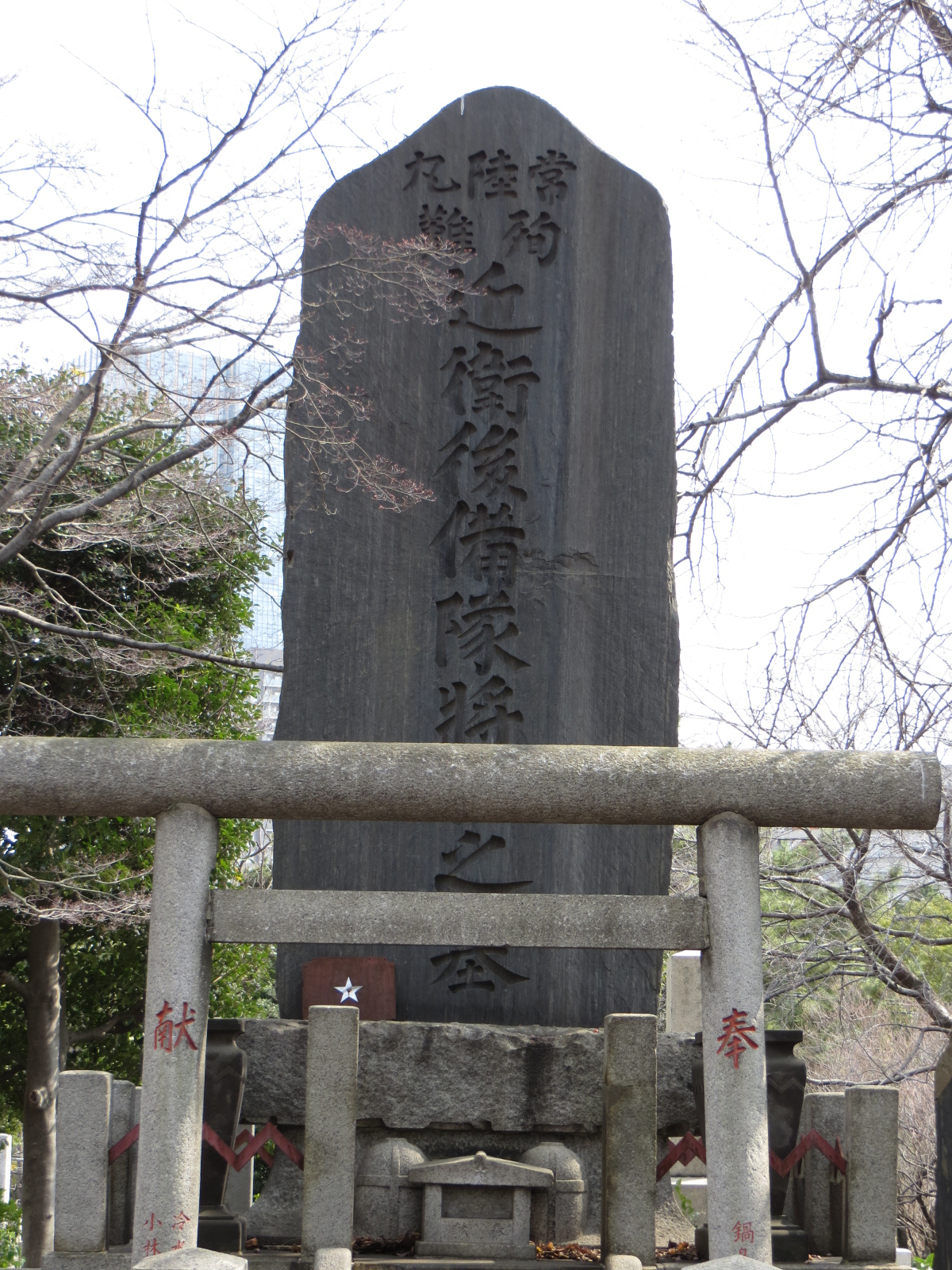
常陆丸上战死的近卫后备队官兵之墓（青山靈園内）

## 影响

### 战时日本国内
事件发生后，日本国内舆论对此一片哗然。激动的民众指责是第二舰队放走了俄国人，有滋事分子对上村的宅邸投掷石块，上村被迫让家眷到妻子娘家暂避。更有甚者，给上村寄去了用以切腹的短刀，用意即是要求上村切腹以谢罪。有议员在演讲中激烈抨击军方的解释，称“总是说浓雾浓雾什么的，反过来读不就正是‘无能’吗！”。甚至有人斥责上村彦之丞为“露探”（“俄国探子”之意），整支第二舰队则干脆叫做“露探舰队”。接着又有传闻说“有人看到上野有鸟飞出去，这要说是从新橋飞来的也太不正常了”。
此后，俄国人对日破袭作战仍然在持续进行着。同年7月下旬，耶森的3艘装甲巡洋舰又一次穿越津轻海峡，在日本太平洋一侧发动袭击，俘获并击沉多艘日本运输船。俄国人的袭击对日本的海上运输贸易造成了巨大的心理压力，美国西海岸各港口一度中断对日运输，而英国3家最大的航运公司也暂停了相关航线。
巨大的舆论压力使得第二舰队、尤其是第二战队一直在四处搜捕符拉迪沃斯托克分舰队，这直接导致了第二、第四战队缺席了黄海海战。同一时间，符拉迪沃斯托克分舰队虽然得到命令要前去接应旅顺分舰队突围，然而信息的延误使得俄国人一直不知道行动早已失败，耶森长时间在海峡一带逗留搜索着已经不会出现的同僚。这一次上村终于抓住了耶森，第二战队在蔚山海战一雪前耻，符拉迪沃斯托克分舰队遭到了沉重的打击，从此再也无力对日本沿海发动有效的袭击。同样的，对于黄海海战中逃脱的俄国快速巡洋舰诺维克号，日本高层也是大为紧张，三令五申催促海军进行围剿，最终两艘日本防护巡洋舰一路紧追不放，在科尔萨科夫海战中将诺维克号击沉。

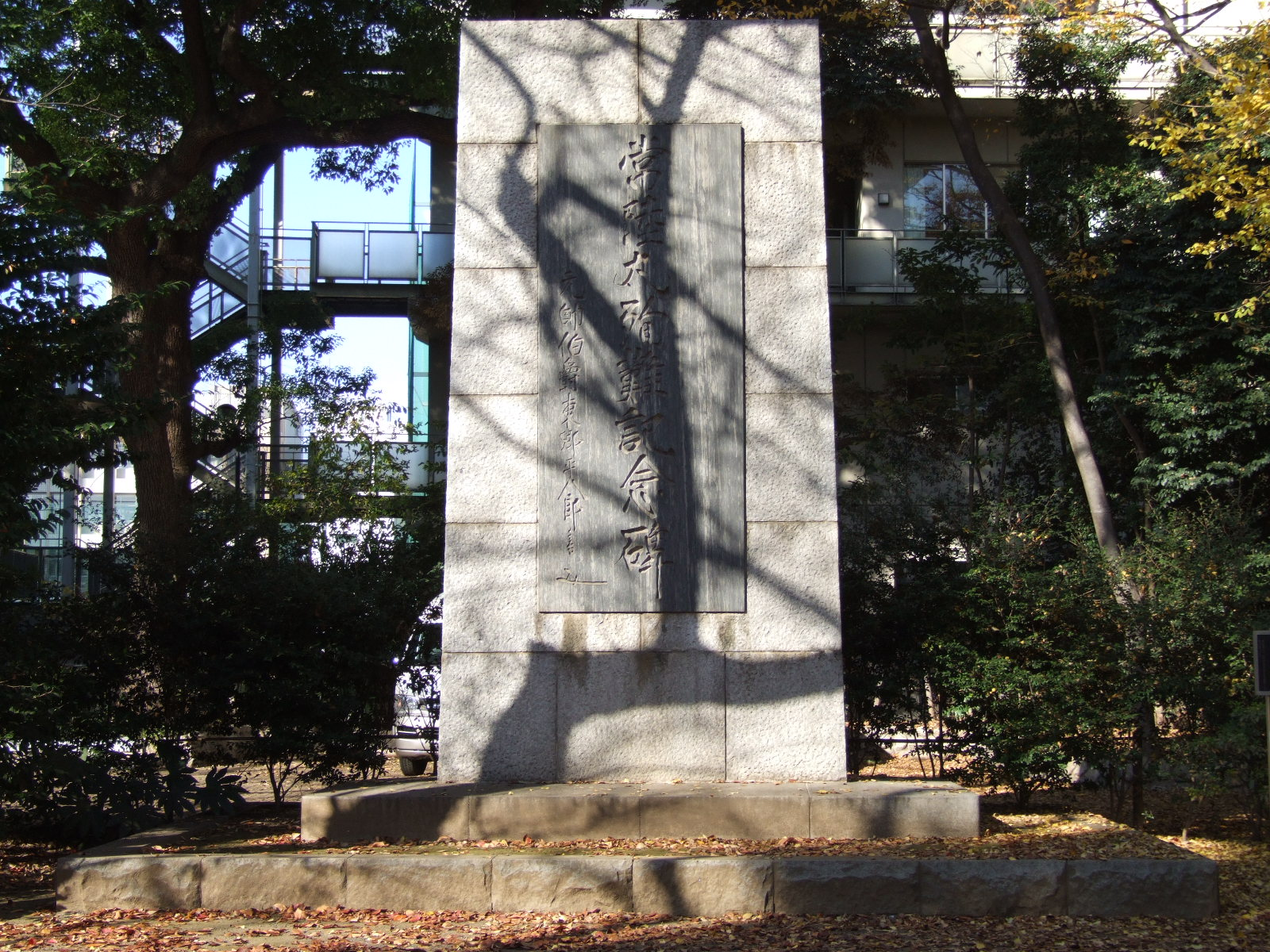
常陆丸殉难纪念碑（位于靖国神社内）

### 宣传和纪念
事件发生后，当时的报刊杂志对此不遗余力地进行宣传，详细地描述了舰上的军人和船员们壮烈战死的场面。比如常陆丸的运输指挥官、联队长须知源次郎中佐在中弹负伤后依然安排各种后事，然后切腹自尽；负责的军人折断军旗旗杆，将军旗和机密文件一并烧毁；军官们纷纷追随须知，以或切腹、或手枪枪击、或投水等方式自尽等等。但是常陆丸人员伤亡惨重，幸存下来的基本都是水兵和士官，因此有人推测文章中船内军官们赴死的场面很可能只是战时宣传所需而已。
除了文章宣传，日本还创作了军歌和琵琶歌以纪念、宣传常陆丸官兵。
日本一开始在千鸟渊公园设立了“常陆丸殉难纪念碑”，同样的在芝公園也设立了“佐渡丸遇难纪念碑”。这两座碑在二战结束后，由东京都“忠灵塔、忠魂碑等撤除审查委员会（日语：忠霊塔、忠魂碑等の撤去審査委員会）”认定为“刺激国民的敌对心理，有损害国际友好之虞”，一并撤除。不过其中的常陆丸殉难纪念碑在1965年又移迁到靖国神社内重新树立起来。

### 反思
对于第二舰队在事件中未能成功拦截俄国舰队，有作者给出了解释，认为这并非第二舰队无能，日本当时的命令体制和天气状况都占了重要的因素。当俄国舰队出现在房總半島海域时，联合舰队的指示是第二舰队在津轻海峡进行伏击，然而等级更高的大本营直接下令第二舰队在太平洋一面沿海进行搜索，俄国人趁机逃之夭夭。另外第二舰队负责的海域面积辽阔，实际上囊括了对马海峡以东的整个日本海范围，事发时浓重的海雾又干扰了第二舰队的行动。联合舰队的主力为了对旅顺实施近程封锁而无法抽身，舰艇数量捉襟见肘的第二舰队又必须守护如此广大的海域（包括三条重要的水道宗谷海峡、津轻海峡和对马海峡），无疑会左支右绌。
在民用船只方面，当时日本的民船很少配备无线电设备，因此虽然对马号匆匆发回了警告电报，依然有不少已经出港的船只在危险区域内航行。
日俄战争的常陆丸事件在日本虽然空前，但非绝后。日后日本在两次大战中都因为敌对国对海上交通线的破袭战而吃尽苦头，第一次世界大战期间德意志帝國海軍的U潜艇和偽裝巡洋艦就造成过不小的破坏，而到了太平洋战争时期盟军对日本的绞杀更是远较以往有过之而无不及。1942年4月18日杜立特空袭发生后，自战前起一直担任联合舰队作战参谋的三和義勇海军大佐就撰文抨击海军，认为海军让盟军对日本本土发起空袭是不可饶恕的罪过，矛头直指当时的联合舰队司令长官山本五十六海军大将。耐人寻味的是，山本自己也曾经批评过上村的行动；在战争爆发前，他就认为日本必须进攻珍珠港，以消除美国对日本本土发动袭击的可能性。有作者因而认为，这似乎多少体现了日本人的某些国民性特点。而另有作者则认为，日本海军长期醉心于舰队决战，根本就没有仔细考虑过如何保护自己的运输线的问题。